# Leucospis giraulti
Leucospis giraulti är en stekelart som beskrevs av Boucek 1974. Leucospis giraulti ingår i släktet Leucospis och familjen Leucospidae. Inga underarter finns listade i Catalogue of Life.